# Ятійо (Ібаракі)

36°10′53″ пн. ш. 139°53′29″ сх. д. / 36.18139° пн. ш. 139.89139° сх. д.
Ятійо́ (яп. 八千代町, やちよまち, МФА: [jat͡ɕijo mat͡ɕi̥]) — містечко в Японії, в повіті Юкі префектури Ібаракі. Станом на 1 жовтня 2007 площа містечка становила 59,10 км². Станом на 1 серпня 2008 населення містечка становило 23 363 осіб.